# A modo mio (Fiorello)
A modo mio è un album di Fiorello pubblicato nel 2004, dopo lo straordinario successo dello show televisivo Stasera pago io REVOLUTION.
Normalmente il disco avrebbe dovuto precedere lo show, e i suoi brani sarebbero stati cantati durante lo spettacolo, come anteprima del nuovo lavoro, ma una volta concluso lo spettacolo a Fiorello fu proposto di raccogliere tutte le canzoni finali delle varie puntate in un unico album.
L'album contiene brani registrati direttamente durante il corso delle varie puntate, e brani registrati in studio.
La canzone "Sei un mito" è interpretata da Fiorello e Max Pezzali, durante la partecipazione di quest'ultimo allo show del presentatore siciliano.

## Tracce
1. Città vuota
2. Il mio canto libero
3. Via con me
4. L'appuntamento
5. Generale
6. L'anno che verrà
7. You are the sunshine of my life
8. Piazza Grande
9. Sei un mito (duetto con Max Pezzali)
10. O' Sarracino
11. Meraviglioso
12. For once in my life
13. A muso duro